# Championnats d'Afrique d'escalade
Les Championnats d'Afrique d'escalade sont une compétition d'escalade sportive où s'affrontent les représentants des pays d'Afrique dans le cadre d’un certain nombre d’épreuves. Organisés par la Fédération internationale d'escalade, ce rendez-vous existe depuis 2020. 

## Éditions
| Édition | Ville hôte                    |
| ------- | ----------------------------- |
| 2020    | Le Cap, Afrique du Sud        |
| 2021    | Johannesbourg, Afrique du Sud |